# Список синглов № 1 в США в 2019 году (Rolling Stone)

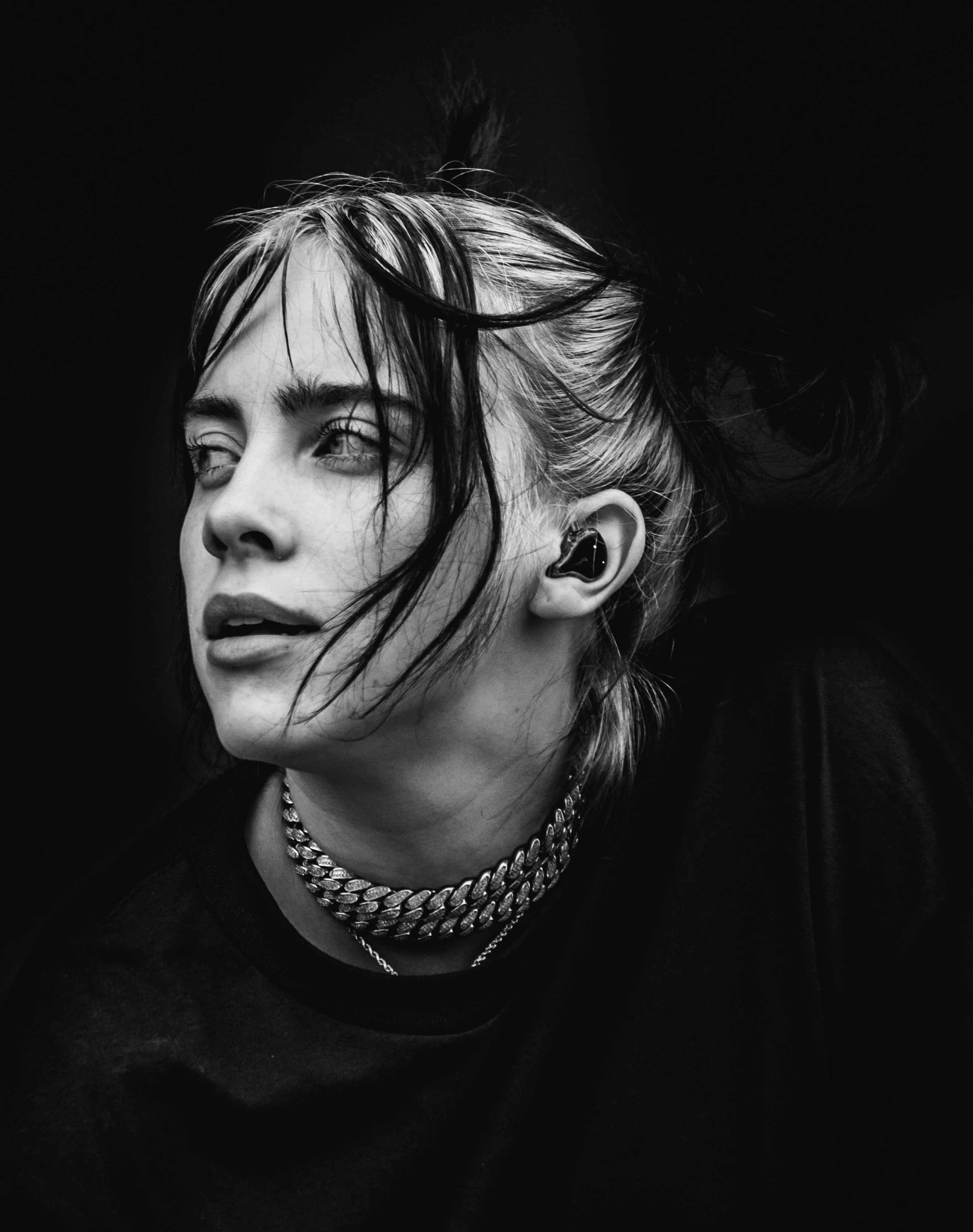
Билли Айлиш (на фото) стала самым молодым исполнителем, возглавившим чарт со своим первым синглом в топе «Everything I Wanted». Он поднялся с 51-й позиции на первую, став самым большим скачком в истории чарта.

Rolling Stone Top 100 — хит-парад, в котором представлены самые продаваемые песни в США. Данные, публикуемые журналом Rolling Stone, собраны компанией Alpha Data на основе еженедельных физических и цифровых продажах песен и потоковой передаче в музыкальных интернет-магазинах. Данный чарт, как и Official Singles Chart, исключает все формы «пассивного прослушивания», включая радиоротации на американских радиостанциях. Первый чарт был опубликован 2 июля 2019 года за неделю с 21 по 27 июня.
В течение года семнадцать исполнителей достигли первой позиции в качестве ведущих или приглашённых исполнителей, такие как Lil Nas X, Post Malone, Янг Таг, Ариана Гранде, Social House, Megan Thee Stallion, Ники Минаж, Ty Dolla Sign, Лиззо, DaBaby, Трэвис Скотт, Селена Гомес, Gunna, Lil Baby, Билли Айлиш, The Weeknd и Мэрайя Кэри. Четырнадцать синглов достигли первого места в чарте; четыре из них были совместными, а шесть дебютировали на вершине чарта.
Два сингла дольше всех занимали первую позицию в чарте в 2019 году: Lil Nas X «Old Town Road» и Post Malone «Circles», оба по пять недель.
Ремикс Lil Nas X «Old Town Road» при участии Билли Рэя Сайруса впоследствии возглавил рейтинг Rolling Stone Year-End Top 100 как самая популярная песня 2019 года с 8,7 миллионами эквивалентных единиц.
Post Malone и Янг Таг были единственными исполнителями, у которых было по две песни в топе за 2019 год.

## Список синглов № 1

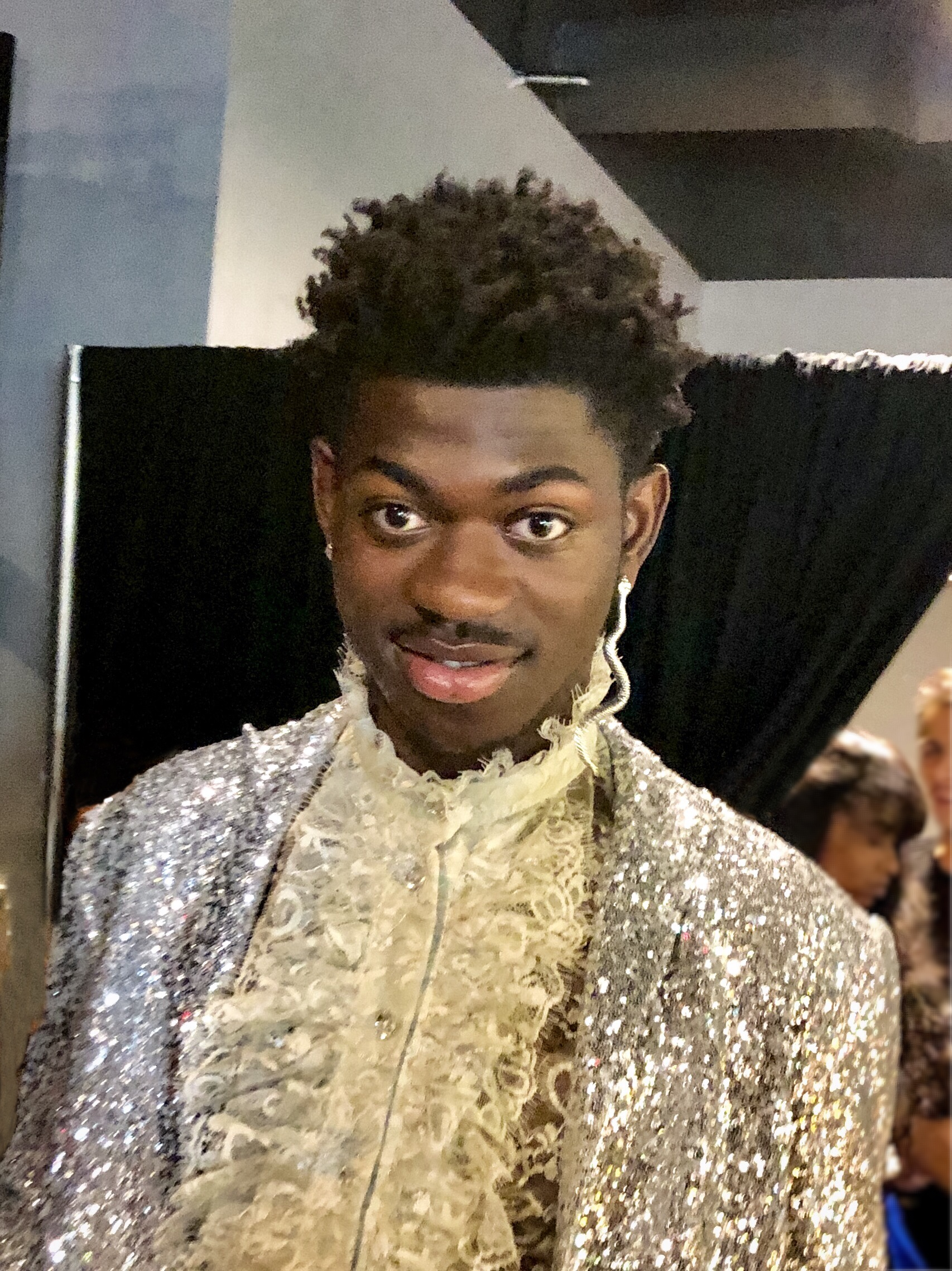
«Old Town Road» Lil Nas X (на фото) стал первой песней в топе Rolling Stone Top 100, находившейся в чарте на протяжении пяти недель. Ремикс с участием Билли Рэя Сайруса был признан самой популярной песней года.

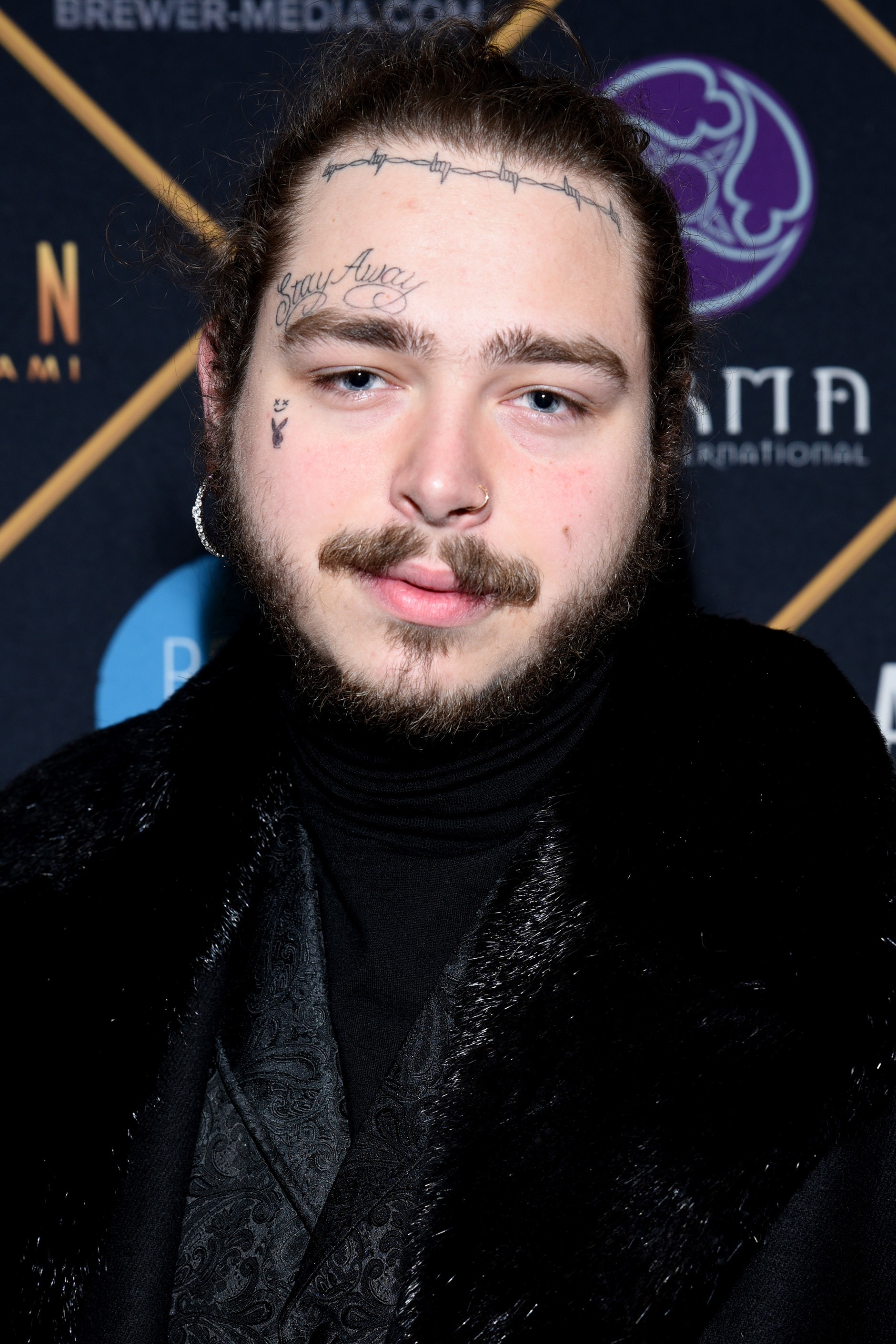
Благодаря «Goodbyes» и «Circles» Post Malone (на фото) стал первым исполнителем, дебютировавшим с двумя синглами на вершине чарта.

| №  | Дата        | Песня                             | Исполнитель                                                | Прим.  |
| -- | ----------- | --------------------------------- | ---------------------------------------------------------- | ------ |
| 1  | 27 июня     | «Old Town Road»                   | Lil Nas X                                                  | [ 1 ]  |
| 1  | 4 июля      | «Old Town Road»                   | Lil Nas X                                                  | [ 2 ]  |
| 2  | 11 июля     | «Goodbyes»                        | Post Malone при участии Янг Тага                           | [ 3 ]  |
| п  | 18 июля     | «Old Town Road»                   | Lil Nas X                                                  | [ 4 ]  |
| п  | 25 июля     | «Old Town Road»                   | Lil Nas X                                                  | [ 5 ]  |
| п  | 1 августа   | «Old Town Road»                   | Lil Nas X                                                  | [ 6 ]  |
| 3  | 8 августа   | «Boyfriend»                       | Ариана Гранде и Social House                               | [ 7 ]  |
| 4  | 15 августа  | «Hot Girl Summer»                 | Megan Thee Stallion при участии Ники Минаж и Ty Dolla Sign | [ 8 ]  |
| 5  | 22 августа  | «Truth Hurts»                     | Лиззо                                                      | [ 9 ]  |
| 5  | 29 августа  | «Truth Hurts»                     | Лиззо                                                      | [ 10 ] |
| 6  | 5 сентября  | «Circles»                         | Post Malone                                                | [ 11 ] |
| 6  | 12 сентября | «Circles»                         | Post Malone                                                | [ 12 ] |
| 6  | 19 сентября | «Circles»                         | Post Malone                                                | [ 13 ] |
| 6  | 26 сентября | «Circles»                         | Post Malone                                                | [ 14 ] |
| 7  | 3 октября   | «Intro»                           | DaBaby                                                     | [ 15 ] |
| 8  | 10 октября  | «Highest in the Room»             | Трэвис Скотт                                               | [ 16 ] |
| 8  | 17 октября  | «Highest in the Room»             | Трэвис Скотт                                               | [ 17 ] |
| 8  | 24 октября  | «Highest in the Room»             | Трэвис Скотт                                               | [ 18 ] |
| 9  | 31 октября  | «Lose You to Love Me»             | Селена Гомес                                               | [ 19 ] |
| 10 | 7 ноября    | «Hot»                             | Янг Таг при участии Gunna                                  | [ 20 ] |
| 11 | 14 ноября   | «Woah»                            | Lil Baby                                                   | [ 21 ] |
| 12 | 21 ноября   | «Everything I Wanted»             | Билли Айлиш                                                | [ 22 ] |
| п  | 28 ноября   | «Circles»                         | Post Malone                                                | [ 23 ] |
| 13 | 5 декабря   | «Heartless»                       | The Weeknd                                                 | [ 24 ] |
| 14 | 12 декабря  | «All I Want for Christmas Is You» | Мэрайя Кэри                                                | [ 25 ] |
| 14 | 19 декабря  | «All I Want for Christmas Is You» | Мэрайя Кэри                                                | [ 26 ] |
| 14 | 26 декабря  | «All I Want for Christmas Is You» | Мэрайя Кэри                                                | [ 27 ] |